# Ruther Burg
Die Burg Ruthe ist eine abgegangene mittelalterliche Burg des Bistums Hildesheim. Sie liegt im Bereich der Kirche des Ortsteils Ruthe der Stadt Sarstedt im Landkreis Hildesheim in Niedersachsen. Ruthe liegt zwischen den Flussarmen im Mündungsbereich der Innerste in die Leine an einer alten Wegeverbindung von Pattensen nach Sarstedt mit Brücke über die Leine.

## Geschichte
Im seit 990 historisch belegten Ruthe errichteten die Hildesheimer Bischöfe im 13. Jahrhundert zur Sicherung ihres Herrschaftsbereiches gegen das Herzogtum Braunschweig-Lüneburg eine Burg. Sie wurde 1277 erstmals erwähnt, als Bischof Otto I. (1260–1279) dort urkundete. Bischof Siegfried II. (1279–1310) baute die Burg aus, nachdem die erste Anlage 1283 durch Herzog Albrecht II. von Braunschweig-Wolfenbüttel-Göttingen zerstört worden war. 1379 ist Ruthe Sitz einer Vogtei. Im 14. und 15. Jahrhundert diente die Burg häufig als Pfandobjekt. Nach ihrer Zerstörung in der Hildesheimer Stiftsfehde 1521  entstand auf ihrem Platz ein Gutshof mit unbefestigtem Herrenhaus. Zwischen 1751 und 1755 ließ Bischof Clemens August I. hier ein Schloss mit Kapelle errichten, das 1891 abbrannte. 1898 ist anstelle des Schlosses die Pfarrkirche Heilige Dreifaltigkeit gebaut worden.

## Beschreibung
Die einzigen Hinweis auf die Gestalt der Burg bildet die Nachricht, dass vor 1499 die Herren von Salder als Pfandnehmer einen neuen Bergfried, einen Stall, ein neues Torhaus vor dem Leinetor und zwei Häuser an diesem Tor errichteten sowie die Mühle erneuerten. Zudem wurden Wall und Graben um die Hauptburg und ein Graben um die Vorburg angelegt. Die Burgstelle ist ansonsten vollständig von der Pfarrkirche und dem Gemeindehaus überprägt.